# 全日本剣道選手権大会
全日本剣道選手権大会（ぜんにほんけんどうせんしゅけんたいかい）は、剣道の日本選手権大会。主催は全日本剣道連盟。後援はスポーツ庁、読売新聞社、日本武道館ほか。

## 概要
トーナメント方式で男子剣道日本一の選手を決める大会である。優勝者には天皇盃が授与され、最も栄誉ある剣道大会として位置付けられている。大会は厳粛に進行され、選手は強さのみならず、武道の精神に則った礼儀作法も求められる。

## 出場資格
全日本剣道連盟傘下の各都道府県剣道連盟が予選を実施する。予選の優勝者が本選に出場できる。ただし、北海道・茨城県・神奈川県・静岡県・愛知県・兵庫県は準優勝者も、千葉県・大阪府・埼玉県・福岡県は準優勝者と第三位者も、東京都は準優勝者と第三位者と第四位者も出場できる(合計64名)。
第32回（1984年）から出場資格が六段以上に制限され、第38回（1990年）から五段以上に緩和され、第43回（1995年）に段位制限が撤廃され20歳以上に改められた。

## 開催日
第30回（1982年）から毎年11月3日（文化の日）。

## 会場
第1回（1953年）蔵前国技館。第2回（1954年）、両国メモリアルホール。第3回（1955年）、両国国際スタジアム。第4回（1956年）から第11回（1963年）まで東京体育館にて開催された。
第12回（1964年）以降は現行の日本武道館。ただし第67回（2019年）は日本武道館が2020年東京オリンピックを見据えた施設改修工事期間中で使用出来ないことから大阪市中央体育館（丸善インテックアリーナ大阪）に場所を移して開催。また第68回は女子との同時開催で長野市真島総合スポーツアリーナで開催。
第36回（1988年）から檜舞台を廃し床面で実施。

## 表彰・賞品
1958年（昭和33年）、宮内庁から全日本剣道連盟に天皇盃が下賜され、男子優勝者に授与している。盃は純銀製で直径255ミリ、高さ175ミリ、重量2362グラム。優勝者には天皇盃の他に読売新聞社から優勝旗・日本武道館から日本武道館賞・全米剣道連盟から優勝杯と副賞としてJALアメリカ往復航空券が贈られる。

## 放送
大会の模様はNHK BS1及びNHK総合テレビジョンで生放送される。視聴率は2011年約4%、2012年約2%であった。近年はYouTubeでのライブ配信なども行われている。

## 歴代優勝者

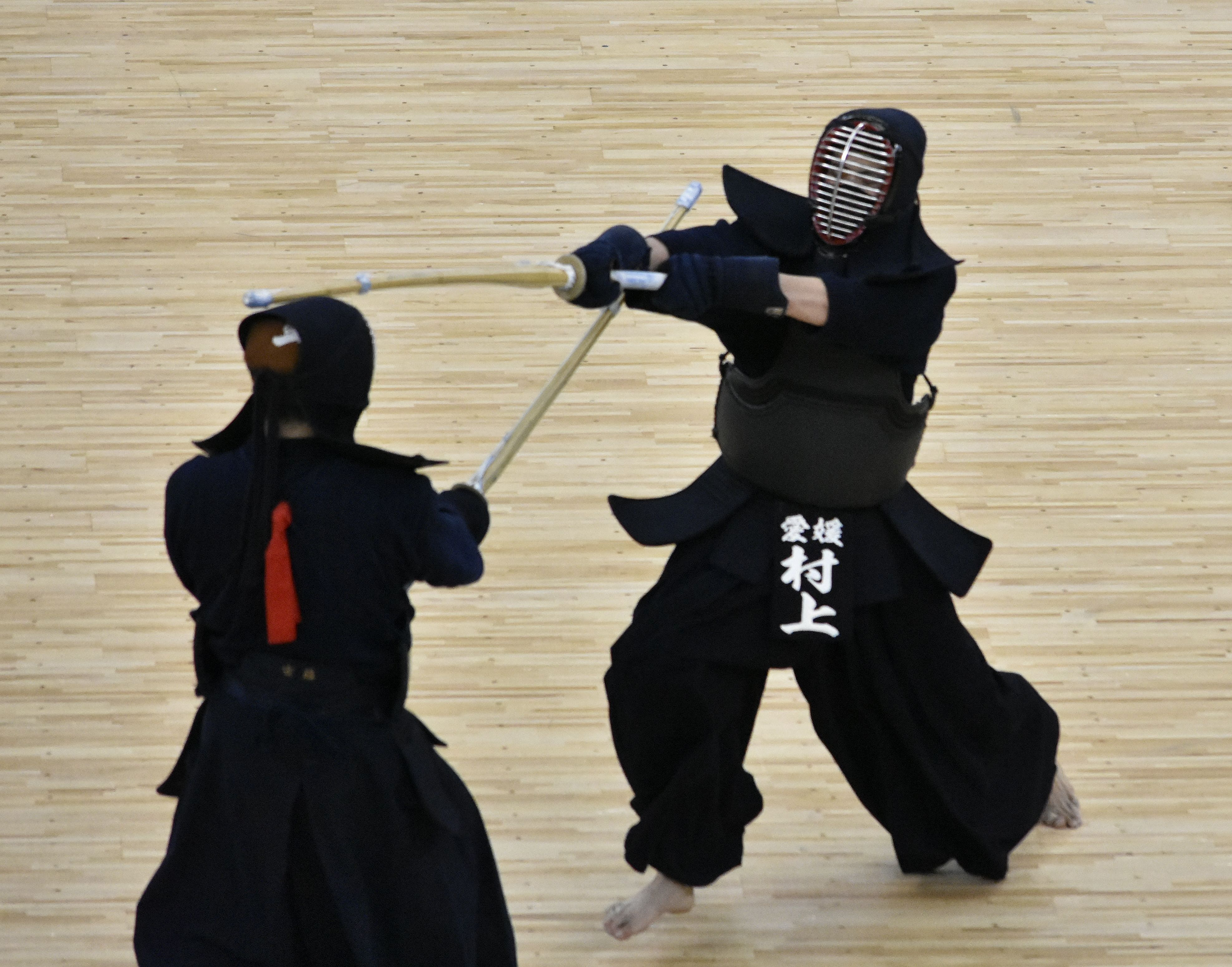
第70回大会優勝 村上哲彦

優勝回数は複数回優勝経験者のみ表記
| 回 | 西暦年     | 和暦年   | 氏名       | 段位     | 都道府県 | 職業                   | 年齢 | 優勝回数 |
| -- | ---------- | -------- | ---------- | -------- | -------- | ---------------------- | ---- | -------- |
| 1  | 1953年     | 昭和28年 | 榊原正     | 錬士     | 愛知県   | 名古屋矯正管区法務教官 | 33歳 |          |
| 2  | 1954年     | 昭和29年 | 小西雄一郎 | 錬士     | 福岡県   | 西日本鉄道             | 32歳 |          |
| 3  | 1955年     | 昭和30年 | 中村太郎   | 教士     | 神奈川県 | 神奈川県警察官         | 33歳 | (1)      |
| 4  | 1956年     | 昭和31年 | 浅川春男   | 教士     | 岐阜県   | －                     | 37歳 |          |
| 5  | 1957年     | 昭和32年 | 森田信尊   | 教士六段 | 長崎県   | 三菱鉱業社員           | 39歳 |          |
| 6  | 1958年     | 昭和33年 | 鈴木守治   | 教士六段 | 愛知県   | 税務署員               | 38歳 |          |
| 7  | 1959年     | 昭和34年 | 中村太郎   | 教士七段 | 神奈川県 | 神奈川県警察官         | 37歳 | (2)      |
| 8  | 1960年     | 昭和35年 | 桑原哲明   | 五段     | 宮崎県   | 旭化成工業社員         | 21歳 |          |
| 9  | 1961年     | 昭和36年 | 伊保清次   | 教士七段 | 東京都   | 東京都立千歳高校教員   | 41歳 |          |
| 10 | 1962年     | 昭和37年 | 戸田忠男   | 五段     | 滋賀県   | 東洋レーヨン社員       | 23歳 | (1)      |
| 11 | 1963年     | 昭和38年 | 矢野太郎   | 教士七段 | 兵庫県   | 兵庫県警察官           | 40歳 |          |
| 12 | 1964年     | 昭和39年 | 戸田忠男   | 五段     | 滋賀県   | 東洋レーヨン社員       | 25歳 | (2)      |
| 13 | 1965年     | 昭和40年 | 西山泰弘   | 錬士六段 | 東京都   | 警視庁警察官           | 29歳 |          |
| 14 | 1966年     | 昭和41年 | 千葉仁     | 五段     | 東京都   | 警視庁警察官           | 22歳 | (1)      |
| 15 | 1967年     | 昭和42年 | 堀田国弘   | 教士七段 | 兵庫県   | 兵庫県警察官           | 41歳 |          |
| 16 | 1968年     | 昭和43年 | 山崎正平   | 教士七段 | 新潟県   | 新潟市役所職員         | 45歳 |          |
| 17 | 1969年     | 昭和44年 | 千葉仁     | 錬士六段 | 東京都   | 警視庁警察官           | 25歳 | (2)      |
| 18 | 1970年     | 昭和45年 | 中村毅     | 錬士六段 | 東京都   | 警視庁警察官           | 29歳 |          |
| 19 | 1971年     | 昭和46年 | 川添哲夫   | 四段     | 東京都   | 国士舘大学4年生        | 21歳 | (1)      |
| 20 | 1972年     | 昭和47年 | 千葉仁     | 錬士六段 | 東京都   | 警視庁警察官           | 28歳 | (3)      |
| 21 | 1973年     | 昭和48年 | 山田博徳   | 錬士五段 | 熊本県   | 熊本県警察官           | 25歳 |          |
| 22 | 1974年     | 昭和49年 | 横尾英治   | 五段     | 和歌山県 | 和歌山県教育委員会職員 | 24歳 |          |
| 23 | 1975年     | 昭和50年 | 川添哲夫   | 五段     | 高知県   | 高知学芸高校教員       | 25歳 | (2)      |
| 24 | 1976年     | 昭和51年 | 右田幸次郎 | 四段     | 熊本県   | 教員                   | 23歳 |          |
| 25 | 1977年     | 昭和52年 | 小川功     | 教士七段 | 大阪府   | 大阪府警察官           | 34歳 |          |
| 26 | 1978年     | 昭和53年 | 石橋正久   | 五段     | 福岡県   | 福岡県警察官           | 27歳 |          |
| 27 | 1979年     | 昭和54年 | 末野栄二   | 錬士六段 | 鹿児島県 | 鹿児島県警察官         | 30歳 |          |
| 28 | 1980年     | 昭和55年 | 外山光利   | 五段     | 宮崎県   | 日章学園高校教員       | 26歳 |          |
| 29 | 1981年     | 昭和56年 | 中田琇士   | 教士六段 | 東京都   | 警視庁警察官           | 34歳 |          |
| 30 | 1982年     | 昭和57年 | 石田健一   | 錬士六段 | 大阪府   | 大阪府警察官           | 33歳 |          |
| 31 | 1983年     | 昭和58年 | 東一良     | 錬士六段 | 愛知県   | 愛知県警察官           | 33歳 |          |
| 32 | 1984年     | 昭和59年 | 原田哲夫   | 錬士六段 | 京都府   | 京都府警察官           | 31歳 |          |
| 33 | 1985年     | 昭和60年 | 石塚美文   | 錬士六段 | 大阪府   | 大阪府警察官           | 34歳 |          |
| 34 | 1986年     | 昭和61年 | 岩堀透     | 教士七段 | 大阪府   | 大阪府警察官           | 34歳 |          |
| 35 | 1987年     | 昭和62年 | 西川清紀   | 錬士六段 | 東京都   | 警視庁警察官           | 32歳 | (1)      |
| 36 | 1988年     | 昭和63年 | 林朗       | 錬士六段 | 北海道   | 北海道剣道連盟事務局員 | 30歳 |          |
| 37 | 1989年     | 平成元年 | 西川清紀   | 錬士七段 | 東京都   | 警視庁警察官           | 34歳 | (2)      |
| 38 | 1990年     | 平成2年  | 宮崎正裕   | 六段     | 神奈川県 | 神奈川県警察官         | 27歳 | (1)      |
| 39 | 1991年     | 平成3年  | 宮崎正裕   | 錬士六段 | 神奈川県 | 神奈川県警察官         | 28歳 | (2)      |
| 40 | 1992年     | 平成4年  | 石田利也   | 錬士六段 | 大阪府   | 大阪府警察官           | 31歳 | (1)      |
| 41 | 1993年     | 平成5年  | 宮崎正裕   | 錬士六段 | 神奈川県 | 神奈川県警察官         | 30歳 | (3)      |
| 42 | 1994年     | 平成6年  | 西川清紀   | 教士七段 | 東京都   | 警視庁警察官           | 39歳 | (3)      |
| 43 | 1995年     | 平成7年  | 石田利也   | 教士七段 | 大阪府   | 大阪府警察官           | 34歳 | (2)      |
| 44 | 1996年     | 平成8年  | 宮崎正裕   | 錬士七段 | 神奈川県 | 神奈川県警察官         | 33歳 | (4)      |
| 45 | 1997年     | 平成9年  | 宮崎史裕   | 錬士六段 | 神奈川県 | 神奈川県警察官         | 32歳 |          |
| 46 | 1998年     | 平成10年 | 宮崎正裕   | 教士七段 | 神奈川県 | 神奈川県警察官         | 35歳 | (5)      |
| 47 | 1999年     | 平成11年 | 宮崎正裕   | 教士七段 | 神奈川県 | 神奈川県警察官         | 36歳 | (6)      |
| 48 | 2000年     | 平成12年 | 栄花直輝   | 錬士六段 | 北海道   | 北海道警察官           | 33歳 |          |
| 49 | 2001年     | 平成13年 | 岩佐英範   | 錬士六段 | 東京都   | 警視庁警察官           | 31歳 |          |
| 50 | 2002年     | 平成14年 | 安藤戒牛   | 五段     | 愛知県   | 愛知県警察官           | 29歳 |          |
| 51 | 2003年     | 平成15年 | 近本巧     | 錬士六段 | 愛知県   | 愛知県警察官           | 32歳 |          |
| 52 | 2004年     | 平成16年 | 鈴木剛     | 六段     | 千葉県   | 千葉県警察官           | 32歳 |          |
| 53 | 2005年     | 平成17年 | 原田悟     | 六段     | 東京都   | 警視庁警察官           | 32歳 |          |
| 54 | 2006年     | 平成18年 | 内村良一   | 五段     | 東京都   | 警視庁警察官           | 26歳 | (1)      |
| 55 | 2007年     | 平成19年 | 寺本将司   | 六段     | 大阪府   | 大阪府警察官           | 32歳 |          |
| 56 | 2008年     | 平成20年 | 正代賢司   | 五段     | 神奈川県 | 神奈川県警察官         | 27歳 |          |
| 57 | 2009年     | 平成21年 | 内村良一   | 五段     | 東京都   | 警視庁警察官           | 29歳 | (2)      |
| 58 | 2010年     | 平成22年 | 高鍋進     | 錬士六段 | 神奈川県 | 神奈川県警察官         | 34歳 | (1)      |
| 59 | 2011年     | 平成23年 | 高鍋進     | 錬士六段 | 神奈川県 | 神奈川県警察官         | 35歳 | (2)      |
| 60 | 2012年     | 平成24年 | 木和田大起 | 錬士六段 | 大阪府   | 大阪府警察官           | 34歳 |          |
| 61 | 2013年     | 平成25年 | 内村良一   | 錬士六段 | 東京都   | 警視庁警察官           | 33歳 | (3)      |
| 62 | 2014年     | 平成26年 | 竹ノ内佑也 | 四段     | 福岡県   | 筑波大学3年生          | 21歳 | (1)      |
| 63 | 2015年     | 平成27年 | 西村英久   | 五段     | 熊本県   | 熊本県警察官           | 26歳 | (1)      |
| 64 | 2016年     | 平成28年 | 勝見洋介   | 五段     | 神奈川県 | 神奈川県警察官         | 30歳 |          |
| 65 | 2017年     | 平成29年 | 西村英久   | 五段     | 熊本県   | 熊本県警察官           | 28歳 | (2)      |
| 66 | 2018年     | 平成30年 | 西村英久   | 六段     | 熊本県   | 熊本県警察官           | 29歳 | (3)      |
| 67 | 2019年     | 令和元年 | 國友錬太朗 | 五段     | 福岡県   | 福岡県警察官           | 29歳 |          |
| 68 | 2021年3月  | 令和2年  | 松崎賢士郎 | 四段     | 茨城県   | 筑波大学4年生          | 22歳 |          |
| 69 | 2021年11月 | 令和3年  | 星子啓太   | 四段     | 鹿児島県 | －                     | 23歳 |          |
| 70 | 2022年     | 令和4年  | 村上哲彦   | 五段     | 愛媛県   | 愛媛県警察官           | 30歳 |          |
| 71 | 2023年     | 令和5年  | 棗田龍介   | 四段     | 広島県   | 広島県警察官           | 23歳 |          |
| 72 | 2024年     | 令和6年  | 竹ノ内佑也 | 六段     | 東京都   | 警視庁警察官           | 31歳 | (2)      |

## 記録

### 優勝回数
- 6回：宮崎正裕（1990年、1991年、1993年、1996年、1998年、1999年）
- 3回：千葉仁（1966年、1969年、1972年）／西川清紀（1987年、1989年、1994年）／内村良一（2006年、2009年、2013年）／西村英久（2015年、2017年、2018年）
- 2回：中村太郎（1955年、1959年）／戸田忠男（1962年、1964年）／川添哲夫（1971年、1975年）／石田利也（1992年、1995年）／高鍋進（2010年、2011年）／竹ノ内佑也（2014年、2024年）

### 連続優勝記録
- 2連覇：宮崎正裕（1990-1991年、1998-1999年）／高鍋進（2010-2011年）／西村英久（2017-2018年）

### 職業別優勝記録
警察官が最も多く、教員が次ぐ。大会初期に出場した選手の職業はさまざまであったが、昭和40年前後から警察勢が台頭し、昭和50年代にかけて教員勢と優勝を争うようになった。平成時代の優勝者は平成26年を除きすべて警察官。これらの警察官は術科特別訓練員（特練員）という選抜された剣道要員で、ほとんどが機動隊に所属している。なお、女子との同時開催だった第68回大会はコロナウイルス感染症問題で開催時期が遅れた上、警察庁の判断で警察官は出場しなかった。

### 都道府県別優勝回数（2016年大会まで）
- 16回：東京都（10人）
- 13回：神奈川県（6人）
- 7回：大阪府（6人）
- 5回：愛知県（5人）

2006年から2011年まで、熊本県出身者で6連覇を記録している（内村良一（2006年・2009年）、寺本将司（2007年）、正代賢司（2008年）、高鍋進（2010年・2011年））。

### 最年少優勝
- 21歳5ヶ月：竹ノ内佑也（2014年・第62回）／21歳9ヶ月：桑原哲明（1960年・第8回）／21歳10ヶ月：川添哲夫（1971年・第19回）

### 最高齢優勝
- 45歳：山崎正平（1968年・第16回）

#### 入賞回数
- 9回:  内村良一(優勝3回、準優勝5回、3位1回)
- 8回: 宮崎正裕(優勝6回、準優勝2回)
- 7回: 西川清紀(優勝3回、準優勝2回、3位2回)
- 6回: 川添哲夫(優勝2回、準優勝1回、3位2回)/ 原田悟(優勝1回、準優勝2回、3位3回)

### 兄弟出場
- 石田利也・石田洋二
- 宮崎正裕・宮崎史裕
- 栄花英幸・栄花直輝
- 原田悟・原田賢治
- 笠原孝輔・笠原周
- 大平翔士・大平翔斗

### 兄弟対決
- 石田利也 - 石田洋二
- 宮崎正裕 - 宮崎史裕